# Rogi (województwo podkarpackie)

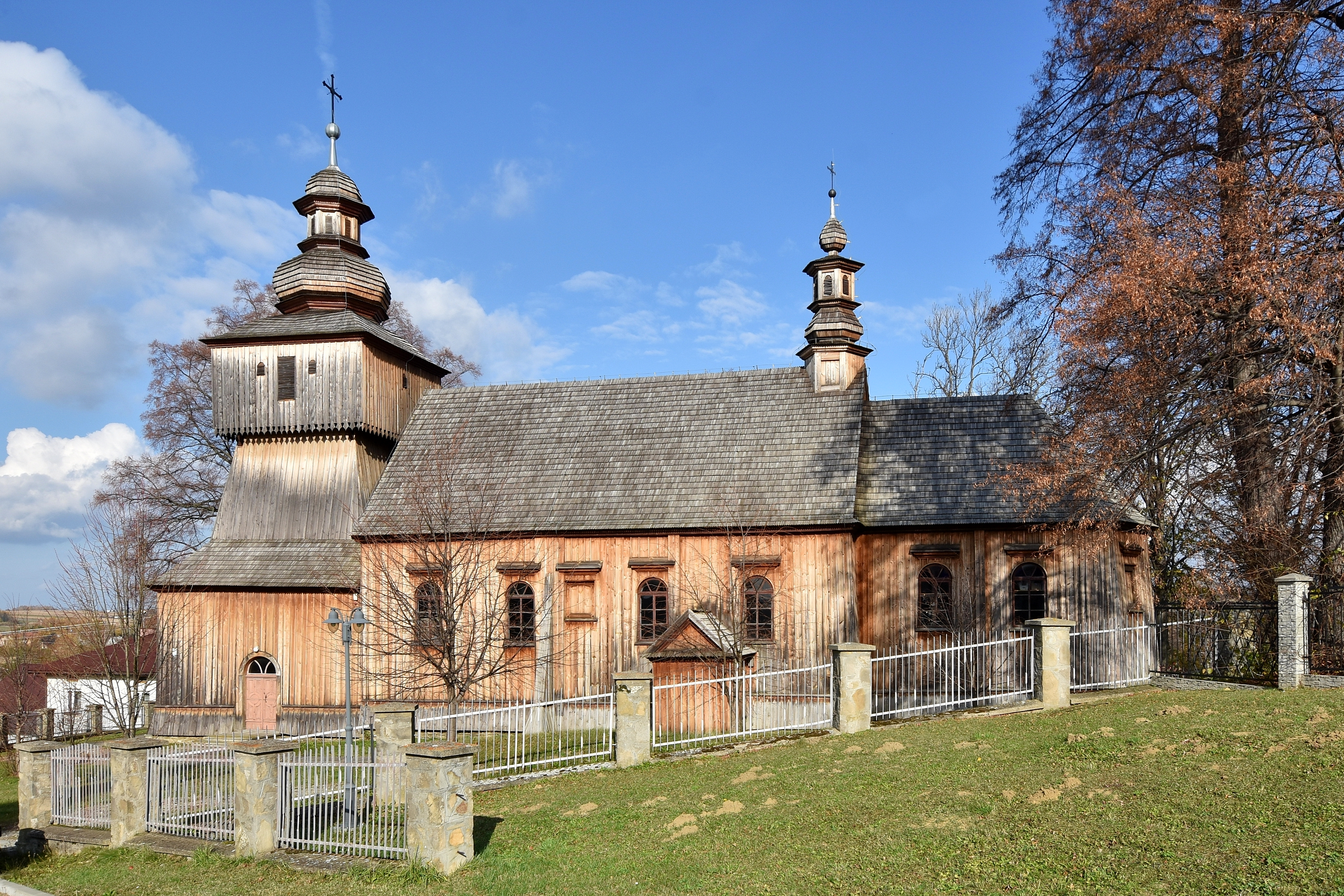
Zabytkowy drewniany kościół św. Bartłomieja

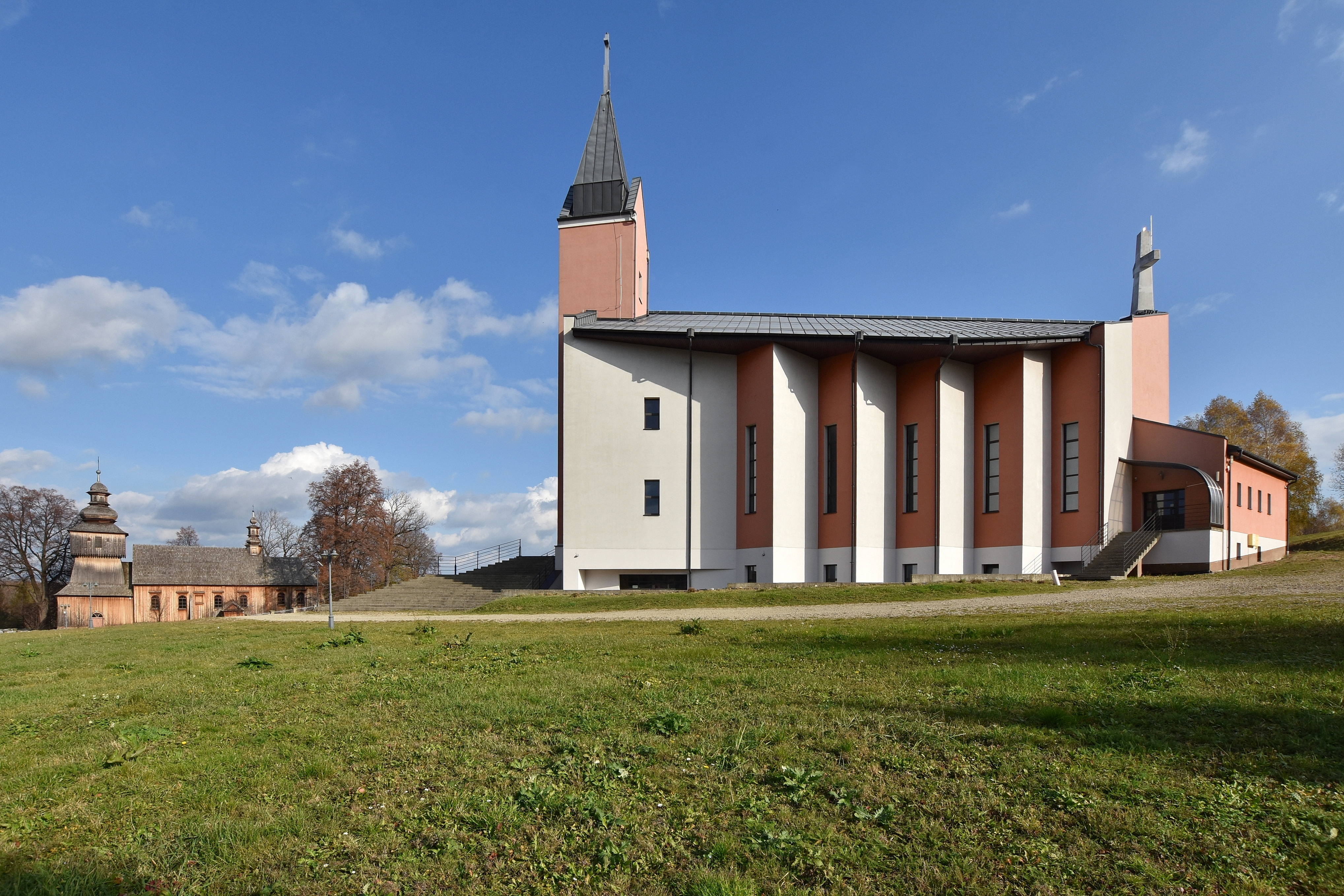
Nowy kościół Miłosierdzia Bożego

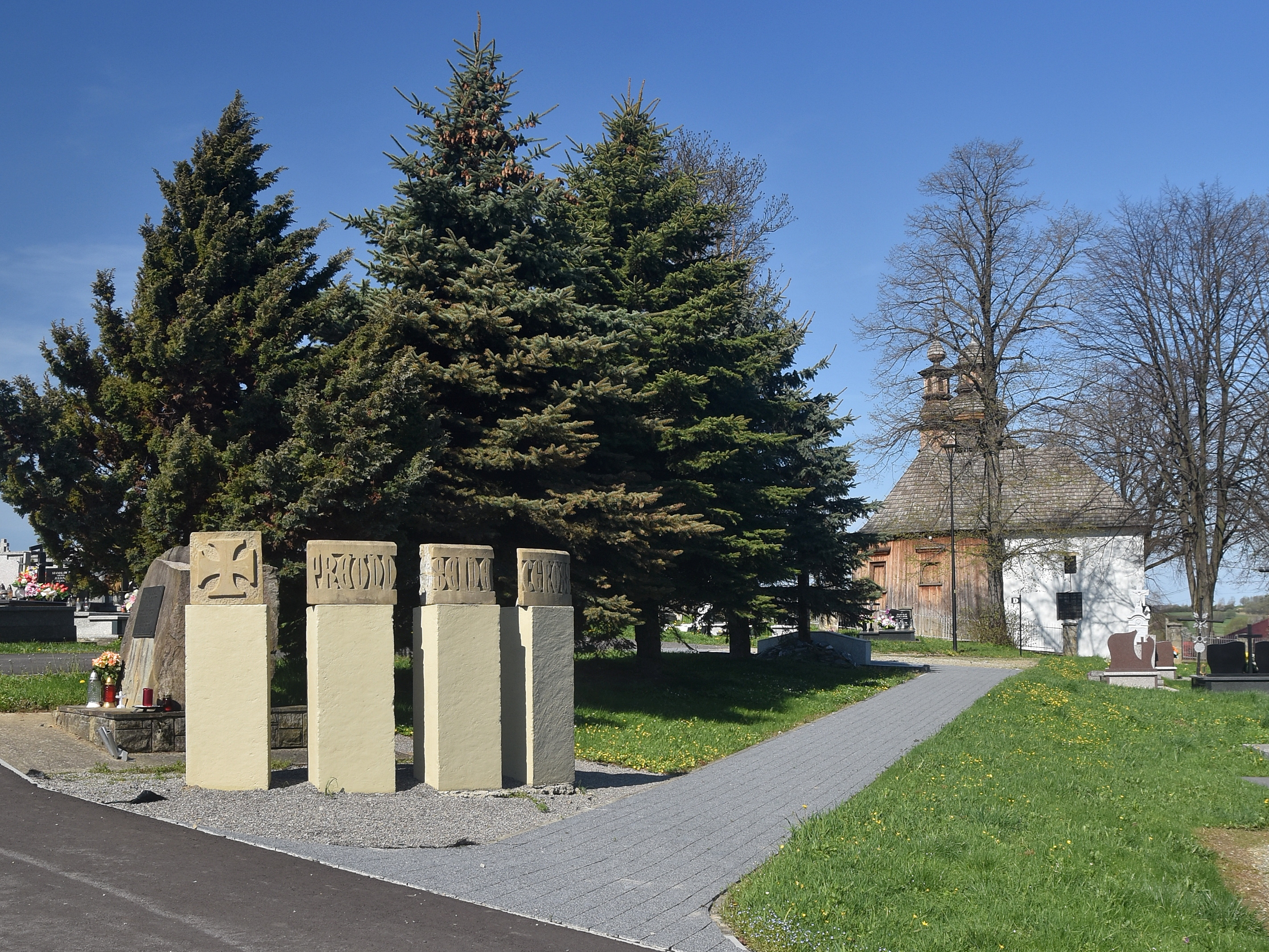
Cmentarz z I wojny światowej

Rogi – wieś w Polsce położona w województwie podkarpackim, w powiecie krośnieńskim, w gminie Miejsce Piastowe. Przez wieś przepływa rzeka Lubatówka.
W latach 1975–1998 miejscowość położona była w województwie krośnieńskim.
Wieś graniczy z sołectwami: Miejsce Piastowe, Iwonicz, Równe, Lubatówka i Wrocanka.

## Części wsi
| SIMC    | Nazwa    | Rodzaj    |
| ------- | -------- | --------- |
| 0356688 | Dół      | część wsi |
| 0356694 | Góra     | część wsi |
| 0356702 | Granice  | część wsi |
| 0356719 | Zapłocia | część wsi |

## Historia
Osada Rogi według wykopalisk archeologicznych istniała w okresie rzymskim (I - IV wiek) i w czasach wczesnego średniowiecza. Potwierdzeniem tego są wykopaliska zaliczane do kultury Kurhanów Podkarpackich. W 1340 r. Kazimierz Wielki z powrotem włączył tereny Rusi Halickiej do Polski, przesuwając południowo-wschodnią granicę Państwa z rzeki Jasiołki na rzekę Dniestr. Ten władca w 1345 roku przez Rogi, Miejsce Piastowe i Targowiska wyznaczył kupcom drogę.
Najstarszym dokumentem pisanym jest wydany 3 czerwca 1358 r. przez króla Kazimierza Wielkiego w Wiślicy dokument sprzedaży sołectwa we wsi Rogy,rządzącej się prawem magdeburskim, Piotrowi – wójtowi z Kołaczyc: W tejże wiosce Rogy dajemy wyżej wzmiankowanemu Piotrowi sołtysowi nad wymienioną rzeczką Lubatową po obu jej stronach, zaczynając od "Meszcza" w górę 110 łanów frankońskich naprawie magdeburskim w pełne władanie.
W 1425 r. zastawiona przez króla Władysława Jagiełłę część Rogów, posiadali szlacheccy bracia z Dębowca: Jan, Mikołaj Czarnoccy, którzy przy podziale 25 sierpnia 1425 r. sprzedali swojemu bratu Piotrowi Czarnockiemu kanonikowi krakowskiemu, piszącemu się w 1431 r. Marcinowi z Wrocimowic de Rogi, chorążemu krakowskiemu, wsie Rogi i Lubatówkę z sołectwami. W 1444 r. powstał spór między sanockimi a Czarnockimi, którzy nie chcieli naprawić przęseł w parkanie zamku sanockiego i ustanowiono w 1445 r., że będą one stawiane przez Rogi między Lubatówką a Miejscem, co zatwierdzono w 1448 r.
22 sierpnia 1462 r. podzielono wsie między Piotra, Jana, Mikołaja, Marcina i Stanisława Czarnockich. Właścicielami Rogów oprócz Czarnockich, kolejno byli; Kobylańscy, Bobowscy, Kurdwanowscy oraz Dembińscy. Za Jana Długosza wieś Rogi należała do Jana Kandziorki.
W 1471 r. dzierżawcą Rogów był Jan Kobylański. Z tego dokumentu wynika, że wieś miała zamek z wieżami dużą i małą oraz stawy, kościół i plebanię. W 1495 r. Hieronim z Kobylan, w 1505 r. wykupił wieś z rąk Czarnockich. W 1524 r. król Zygmunt Stary potwierdził fundację parafii Rogi, wspomnianą w aktach biskupich z 1536 r. W 1539 r. właścicielem Rogów był Jan Tarło. Od ok. 1550 r. w ramach ruchu egzekucyjnego powróciły Rogi do dóbr królewskich. W 1565 r. władał dobrami Mikołaj Tarło. Stanowiły one wiano Jadwigi Tarłówny która ok. r. 1592 wyszła za mąż za Jerzego Mniszcha, wojewodę sandomierskiego. Mniszchowie odsprzedali w dożywocie wieś Rogi Wojciechowi Boboli.
Kościół powstał tu w 1358 r., wzmiankowany w 1462 r. i konsekrowany w 1464 r. po zniszczeniach najazdów wojsk tatarskich i węgierskich. Około 1598 r. przystąpiono do budowy nowej świątyni, istniejący kościół pochodzi z 1600 roku. Poświęcił go 28 września 1603 r. biskup Maciej Pstrokoński. W 1639 r. stary, drewniany kościółek p.w. św. Anny, nad rzeką, zaczął pełnić funkcje kaplicy dworskiej. Wieś była często niszczona na skutek wrogich najazdów. W 1474 r. w czasie walk o koronę węgierską najechali ją Węgrzy pod dowództwem Tomasza Tharczaya, w 1624 r. – Tatarzy, w 1655 r. – Szwedzi i Kozacy, a w 1657 r. Jerzy II Rakoczy. Z powodu zniszczeń dzierżawca wsi Wojciech Krzycki, został w późniejszym czasie zwolniony od płacenia podatków (za okres od 1657 do 1665 r.). W latach 1707–1708 trwały we wsi spory pomiędzy Cieciszewskimi, a Karczewskimi. Na mocy przywileju Augusta III Sasa z 10 listopada 1760 r. wieś posiadał Ignacy Oraczewski – starosta rogowski, konfederat (zm. w 1779 roku), a żona jego Anna (zm. w 1768). Druga żona, starostowa rogowska Krystyna Oraczewska, odziedziczyła te dobra po roku 1779 i zarządzała nimi przez dwa lata.
W tym czasie w Rogach określanych mianem miasteczka, posiadającego starostwo, odbywały się targi i jarmarki.
6 kwietnia 1769 r. na polach między Rogami a Miejscem oraz Iwoniczem, w północno-wschodniej części, rozegrała się bitwa pomiędzy konfederatami barskimi kroczącymi od Dukli a armią carską nacierającą od Iwonicza. W czasie wycofywania wojsk swoich w kierunku Głowienki i Krosna, został ranny gen. Kazimierz Pułaski. Poległych żołnierzy pochowano w dwóch zbiorowych mogiłach na terenie Rogów i w Miejscu, obok dworu przy kapliczce konfederackiej. W ramach traktatu I rozbioru Polski królewszczyzna Rogi została zajęta przez wojska austriackie 12 czerwca 1772 r., a następnie "prawnie" 11 września 1775 r. i 15 stycznia 1781 r. sprzedana Józefowi Bobowskiemu. Wydana po raz pierwszy w 1786 r. „Geografia (...) Galicyi i Lodomeryi” autorstwa Ewarysta Andrzeja Kuropatnickiego podawała o Cergowej jedynie krótką informację: Wieś, przedtym królewszczyzna teraz dziedzictwo JP. Bobowskiego; pięknym kościołem i wielkiemi jarmarkami sławna, ztąd murowana droga do Liska idzie od Dukli.
Kolejnymi właścicielami Rogów byli Dębowskim, którzy uruchomili tu warsztaty sukiennicze. W 1841 r. córka właściciela Rogów – Wanda z Bobowskich wyszła za mąż za Eustachego Dembińskiego (1802–1878). W połowie XIX wieku właścicielką posiadłości tabularnej w Rogach była Wanda Dembińska, ponieważ w 1848 r. właścicielami wsi stali się rolnicy mieszkający w Rogach (Uwłaszczenie chłopów na ziemiach polskich).
Słownik geograficzny Królestwa Polskiego i innych krajów słowiańskich, (Tom IV. s 709) wymienia Rogi jako miasteczko należące do powiatu krośnieńskiego. W 1849 roku Rogi zostały obrabowane przez wojska rosyjskie cara Mikołaja, idącego tędy na Węgry.
W drugiej połowie XIX wieku następuje rozwój miejscowości związany z tworzeniem tu i w okolicy przemysłu naftowego. We wsi Rogi wywiercono pierwszy otwór w 1888 roku. W 1933 roku ułożono nowy rurociąg ropny na przestrzeni Równe-Krosno.
Stąd pochodził (i tu spoczywa na cmentarzu) oficer dywersyjny krośnieńskiego obwodu Armii Krajowej OP-15 - Franciszek Kochan organizujący różne akcje przeciw okupantowi niemieckiemu. Po wkroczeniu we wrześniu 1944 r. Armii Czerwonej, NKWD dokonało aresztowań członków AK, m.in. byłego wójta F. Matusiewicza.
Wieś słynęła z licznych rzemieślników i jarmarków odbywających się na św. Annę (26 VII), św. Bartłomieja (24 VIII), św. Mikołaja (6 XII).

## Zamek obronny w Rogach
W Rogach istniał zamek obronny, po którym pozostały ślady w terenie, w kształcie majdanów i fos dawniej zalanych wodą.
Istnienie zamku wynika z dokumentu z 22 sierpnia 1462 r. dotyczącego podziału wsi pomiędzy braci Czarnockich, a nawet określenie, że warownia ta miała dwie wieże: dużą i małą.
Po napadzie Tatarów 1672 r. i Szwedów w 1702 r., na początku XVIII w., na miejscu zrujnowanego zamku, wybudowano kamienny dwór, który stał się siedzibą wójtostwa Rogi i starostwa rogowskiego. Mieszkał w nim Ignacy Oraczewski, starosta rogowski (zm. w 1779 roku) wraz z żoną Krystyną. Stanisław Oraczewski też był starostą rogowskim i mieszkał w dworku z żoną Anną, zm. w 1768 roku. Świadczy o tym epitafium w kościele pod wezwaniem św. Piotra i Pawła (wzniesionym w latach 1771–1786) w Sędziszowie.

## Atrakcje turystyczne
- Turyści mogą skorzystać z trasy rowerowej, pooglądać wieś, podziwiając drewniane nadrzewne kapliczki. Można odwiedzić również Zagrodę Etnograficzną[9][10]
- We wsi znajduje się zabytkowy drewniany kościół pw. św. Bartłomieja, obok którego jest źródełko św. Anny oraz cmentarz z I wojny światowej.
- Można też dostrzec budowlę nowego kościoła pw. Miłosierdzia Bożego, konsekrowanego 9 października 2016 r., przez abp Adama Szala.
- Wieś rozbudowuje się i unowocześnia. Od 7 listopada 2006 r. można korzystać z bardzo dobrze wyposażonej hali sportowej oraz "orlika" sportowego.
- W Rogach zobaczyć można mogiłę Konfederacji Barskiej.

## Ludzie związani z Rogami
- Ignacy Oraczewski z Sędziszowa, starosta rogowski, konfederat (zm. w 1779 roku)
- Stanisław Wdowiarz – geolog złóż ropy, tektoniki i stratygrafii Karpat
- Franciszek Kochan – oficer Armii Krajowej oddział OP-15
- Piotr Feliks Bogaczyk – franciszkanin